# Saint-Martin-de-Mieux
Saint-Martin-de-Mieux ist eine französische Gemeinde mit 391 Einwohnern (Stand: 1. Januar 2022) im Département Calvados in der Normandie. Sie gehört zum Arrondissement Caen und zum Kanton Falaise. Die Einwohner werden Martinais genannt.

## Geografie
Saint-Martin-de-Mieux liegt etwa 36 Kilometer südsüdöstlich von Caen. Umgeben wird Saint-Martin-de-Mieux von den Nachbargemeinden Noron-l’Abbaye im Norden, Falaise im Nordosten, Saint-Pierre-du-Bû im Osten, Cordey im Südosten, Bazoches-au-Houlme im Süden, Fourneaux-le-Val im Südwesten und Westen sowie Martigny-sur-l’Ante im Westen und Nordwesten.

## Bevölkerungsentwicklung
| Jahr                       | 1962 | 1968 | 1975 | 1982 | 1990 | 1999 | 2006 | 2019 |
| Einwohner                  | 218  | 225  | 238  | 297  | 379  | 356  | 399  | 398  |
| Quellen: Cassini und INSEE |      |      |      |      |      |      |      |      |

## Sehenswürdigkeiten
- Kirche Saint-Martin aus dem 18. Jahrhundert
- Kapelle Saint-Vigor aus dem 17. Jahrhundert
- Schloss Tertre aus dem 18. Jahrhundert

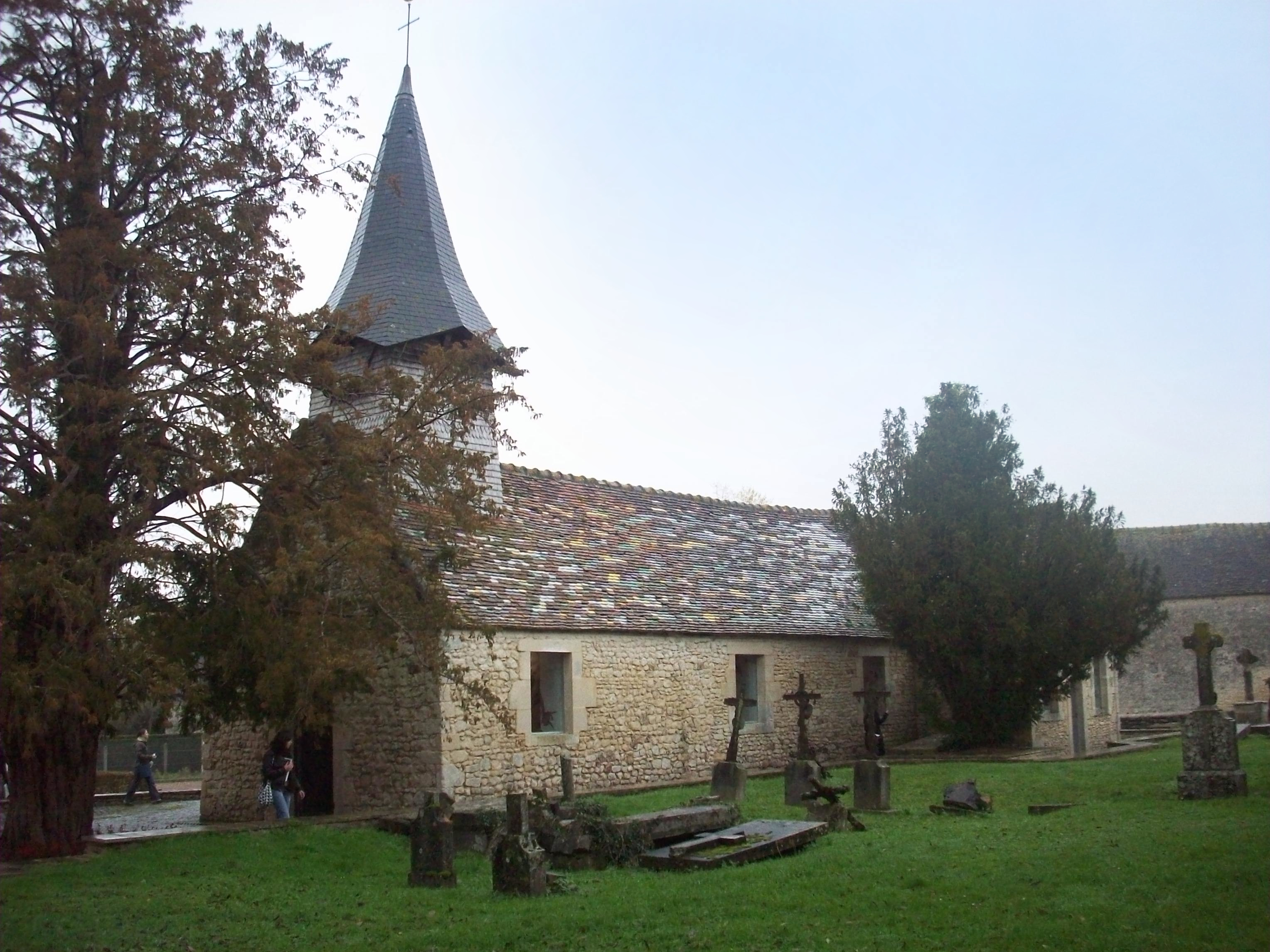
Kapelle Saint-Vigor
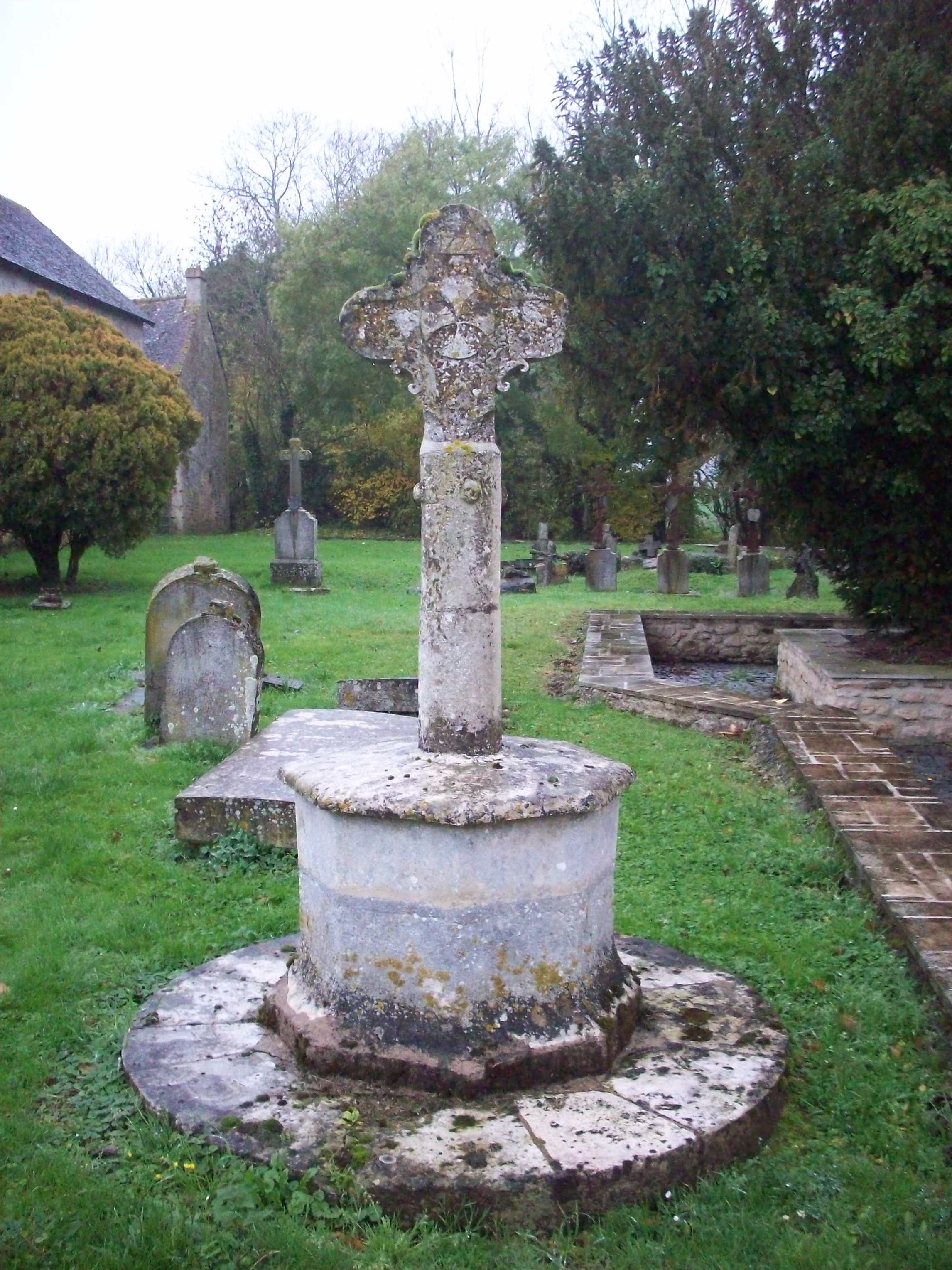
Altes Friedhofskreuz